# Lgr 62

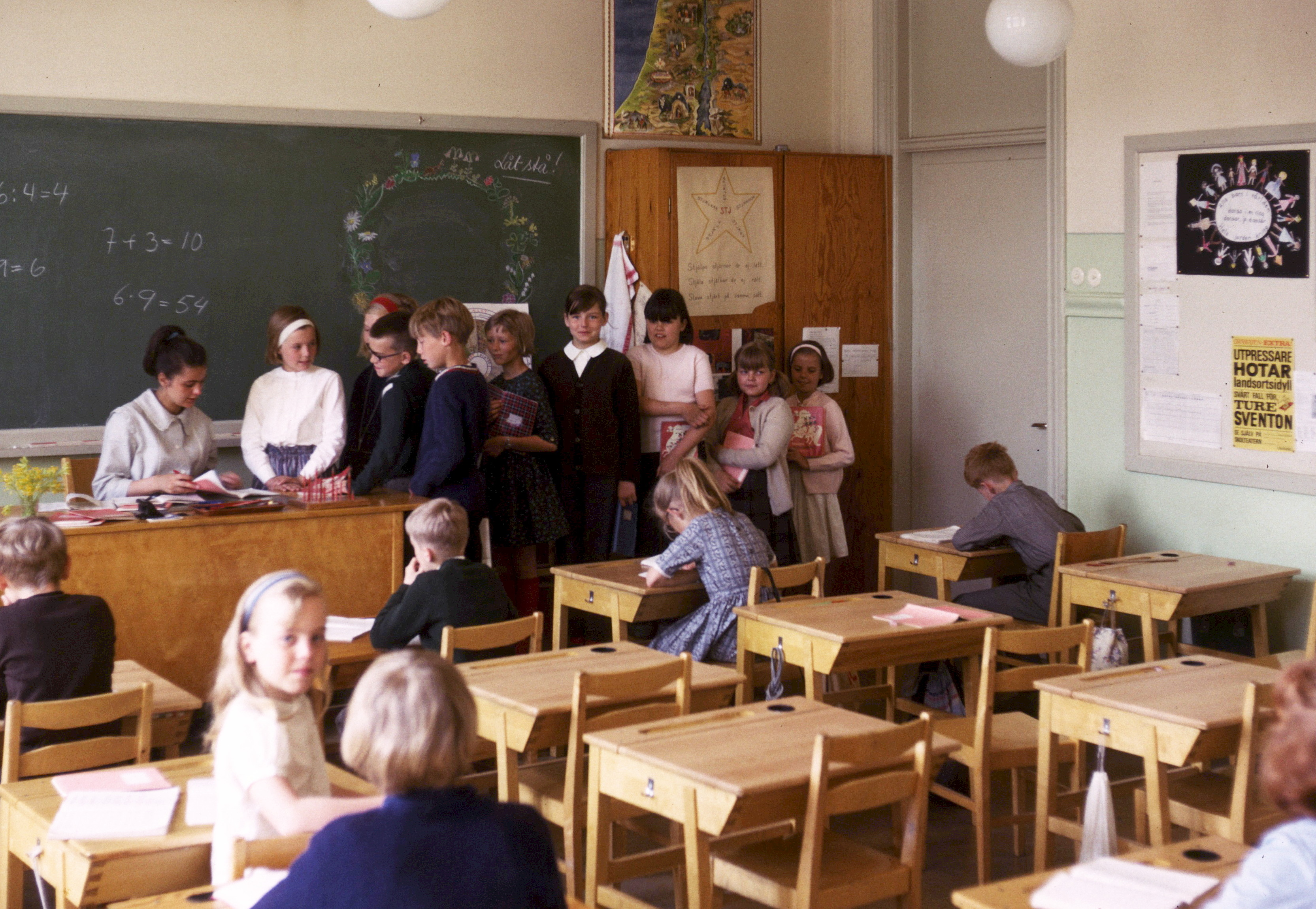
En klass i årskurs 3, Stockholm 1965.

Lgr 62  (Läroplan för grundskolan 1962) kom 1962 och var den första läroplanen för grundskolorna i Sverige. Bland annat sattes starten för engelskundervisningen till årskurs 4. Lgr 62 ersattes av Lgr 69.
Läroplanen betonar barns olikheter och individuella särdrag som hänsynstagande för att lättare närma sig eleven, och nå önskvärda resultat.

## Betygsättning
Införandet av läroplanen innebar att skolan lämnade det absoluta betygssystemet som det föregående regelverket för folkskolan hade föreskrivit, utifrån en tanke om att det fanns en absolut och säker kunskap som eleverna skulle lära sig. Med Lgr 62 gick skolan över till det relativa betygssystemet och den nya läroplanen innehöll och mer angivelser än tidigare för hur de olika betygen skulle sättas. Det relativa betygssystemet var baserat på normalfördelningskurvan som användes för att systematisera hur betyg sattes i en strävan efter att göra betygsättningen mer rättvis.
Betygen bestod av en femgradig skala, med betyg 1 som lägsta och betyg 5 som det högsta. Från årskurs 1 fick eleverna betyg i svenska, matematik, kristendom, hembygdskunskap, musik och gymnastik. Antalet ämnen som betygsattes ökade genom årskurserna successivt upp till årskurs 9.